# Thee Image (album)
Thee Image je debutové a eponymní studiové album americké progresivně rockové skupiny Thee Image, vydané v roce 1975.

## Seznam skladeb

### Strana 1
1. Good Things - 2:53
2. For Another Day - 4:06
3. Drift Off Endlessly - 4:21
4. Love Is Here - 4:04
5. So Hard To Say - 3:44

### Strana 2
1. It Happens All The Time - 3:05
2. Come To You - 3:01
3. Temptation - 5:11
4. Show Your Love - 6:39

## Sestava
- Donny Vosburgh - bicí, doprovodný zpěv, sólový zpěv (skladba 8)
- Duane Hitchings - klávesy, syntezátor, doprovodný zpěv, sólový zpěv (skladby 3, 7)
- Mike Pinera - kytara, sólový zpěv, doprovodný zpěv